# G7
Grupa sedam (G7) je okupljanje ministara finansija iz grupe sedam industrijalizovanih zemalja sveta. Formirana je 1976. kada je Kanada pristupilа Grupi Šestorice (G6): Francuska, Nemačka, Italija, Japan, Ujedinjeno Kraljevstvo, i Sjedinjene Američke Države. Ekonomska i politička grupa sedam najvećih industrijalizovanih zemalja, moćna grupa zemalja ne uključuje nijednu zemlju u razvoju. Ove zemlje predstavljaju 58% globalnog neto bogatstva ($317 biliona). G7 zemlje isto tako predstavljaju više od 46% globalnog bruto domaćeg proizvoda (BDP) na bazi nominalnih vrednosti, i više od 32% globalnog BDP na bazi pariteta kupovne moći. Evropska unija je isto tako predstavljena na G7 samitima.
Ministri finansija ovih zemalja susreću se nekoliko puta godišnje da bi razgovarali o ekonomskoj politici. Njihov rad je podržan redovnim, funkcionalnih sastancima zvaničnika, uključujući i zamenike ministara finansija grupe G7.
Ovu grupu ne treba mešati sa G8, koja predstavlja godišnje okupljanje šefova vlade gorenavedenih zemalja zajedno sa Rusijom.
G7 je održala sastanak 11. aprila 2008. u Vašingtonu, sastala se opet 10. oktobra 2008. u Vašingtonu, i zatim ponovo 14. februara 2009. u Rimu, da raspravlja o globalnoj ekonomskoj krizi 2007—2010. Grupa ministara finansija se obavezala da preduzme „sve neophodne korake” kako bi pomogla da se kriza zaustavi. Ponašanje japanskog ministra finansija Shōichi Nakagawa's na konferenciji za štampu poslednjeg sastanka, gde je navodno delovao da je pod dejstvom alkohola, došlo je pod udar kritike Japanaca i međunarodne štampe.

## Istorija

### Poreklo
Koncept foruma za glavne industrijalizovane zemlje kapitalističkog sveta pojavio se pre naftne krize 1973. godine. Dana 25. marta 1973, američki ministar finansija Džordž Šulc sazvao je neformalni skup ministara finansija Zapadne Nemačke (Helmut Šmit), Francuske (Valeri Žiskar d’Esten) i Ujedinjenog Kraljevstva (Entoni Barber) pre predstojećeg sastanka u Vašingtonu. Američki predsednik Ričard Nikson ponudio je Belu kuću kao mesto održavanja, i sastanak je kasnije održan u njenoj biblioteci u prizemlju; prvobitna grupa od četiri osobe postala je poznata kao „Bibliotečka grupa“. Sredinom 1973. godine, na prolećnim sastancima Međunarodnog monetarnog fonda i Svetske banke, Šulc je predložio dodavanje Japana, što su sve članice prihvatile. Neformalni skup visokih finansijskih zvaničnika iz SAD, Ujedinjenog Kraljevstva, Zapadne Nemačke, Japana i Francuske postao je poznat kao „Grupa petorice“.

### Prvi samit i proširenje
Na inicijativu Žiskar d’Estena i njegovog nemačkog kolege Helmuta Šmita, Francuska je bila domaćin trodnevnog samita u novembru 1975. na koji je pozvala Grupu pet plus Italija, formirajući „Grupu šestorice“ (G6). Održan u dvorcu Rambuje, sastanak je bio fokusiran na nekoliko velikih ekonomskih pitanja, uključujući naftnu krizu, kolaps Breton Vudovog sistema i tekuću globalnu recesiju. Rezultat je bila „Deklaracija iz Rambujea“ od 15 tačaka, koja je, između ostalog, najavila ujedinjenu posvećenost grupe promovisanju slobodne trgovine, multilateralizma, saradnje sa svetom u razvoju i približavanja Istočnom bloku. Članovi su takođe utvrdili planove za buduća okupljanja koja će se održavati redovno svake godine.
Godine 1976, britanski premijer Harold Vilson, koji je učestvovao na prvom samitu G6, podneo je ostavku na funkciju; Šmit i Ford su verovali da je grupi potreban govornik engleskog sa više političkog iskustva i zalagali su se za pozivanje Pjera Trudoa, koji je bio premijer Kanade osam godina – znatno duže od bilo kog lidera G6. Kanada je takođe bila sledeća najveća napredna ekonomija posle članica G6. Samit u Doradu u Portoriku kasnije te godine postao je prvi sadašnje Grupe sedam (G7).
Godine 1977, Ujedinjeno Kraljevstvo, koje je bilo domaćin samita te godine, pozvalo je Evropsku ekonomsku zajednicu da se pridruži svim samitima G7; počev od 1981. godine, prisustvovala je svakom skupu preko predsednika Evropske komisije i lidera zemlje koja predsedava Savetom Evropske unije. Od 2009. godine, tada novoustanovljeni položaj predsednika Evropskog saveta, koji služi kao glavni strani predstavnik Unije, takođe redovno prisustvuje samitima.

### Rastući profil
Sve do Plaza sporazuma iz 1985. godine, sastanci između ministara finansija sedam vlada nisu bili poznati javnosti. Sporazum, koji je uključivao samo prvobitnu Grupu petorice, najavljen je dan pre nego što je finalizovan, sa saopštenjem objavljenim nakon toga. 1980-te su takođe obeležile proširenu zabrinutost G7 izvan makroekonomskih pitanja, naime u pogledu međunarodne bezbednosti i sukoba; na primer, nastojali su da se pozabave tekućim sukobima između Irana i Iraka i između Sovjetskog Saveza i Avganistana.
Posle samita 1994. u Napulju, ruski zvaničnici održali su odvojene sastanke sa liderima G7. Ovaj neformalni aranžman nazvan je „Političkih 8“ (P8), kolokvijalno G7+1. Na poziv lidera G7, ruski predsednik Boris Jeljcin je pozvan prvo kao gostujući posmatrač, kasnije kao punopravni učesnik. Posle sastanka 1997. godine, Rusija je zvanično pozvana na sledeći sastanak i formalno se pridružila grupi 1998. godine, što je rezultiralo Grupom osam (G8). Rusija je bila izvan grupe, jer joj je nedostajalo nacionalno bogatstvo i finansijska težina drugih članica, nikada nije bila velika napredna ekonomija i još uvek nije bila uspostavljena liberalna demokratija. Veruje se da je njen poziv, upućen tokom teške tranzicije ka postkomunističkoj ekonomiji, motivisan željom da podstakne njene političke i ekonomske reforme i međunarodni angažman.
Članstvo Rusije je suspendovano u martu 2014. kao odgovor na njeno pripajanje Krima. Članovi su se uzdržali od trajnog izbacivanja zemlje, i u narednim godinama su izrazili otvorenost ili želju da ponovo uspostave učešće Rusije. Ipak, Rusija je najavila trajni odlazak 2017. godine; sledeće godine, G7 je najavio dalje sankcije zemlji zbog njene intervencije u Ukrajini. 2020. godine, američki predsednik Donald Tramp, podržan od strane premijera Italije Đuzepa Kontija, zalagao se za povratak Rusije; sve ostale članice su odbile predlog, a Rusija nije izrazila interesovanje.

### Obnovljeni pozivi za prošireno članstvo
Bilo je raznih predloga za proširenje G7. Atlantski savet sa sedištem u SAD održava Strateški forum D-10 od 2014. sa predstavnicima, kako ih naziva, „vodećim demokratijama“ koje podržavaju „demokratski poredak zasnovan na pravilima“, koji se sastoji od svih članica G7 (uključujući Evropsku uniju) plus Australija i Južna Koreja. Nekoliko demokratskih zemalja – uključujući Indiju, Indoneziju, Poljsku i Španiju – učestvuju kao posmatrači. Usredsređen oko sličnog mandata kao G7, neki analitičari smatraju D-10 alternativom grupi; Ovo takođe favorizuju različiti istraživački centri i bivši britanski lider Boris Džonson.
U 2019. pod Putinom, Rusija je signalizirala podršku uključivanju Kine, Indije i Turske ako bi G7 ponovo uspostavila rusko članstvo.
U 2020. pod Trampom, SAD su signalizirale podršku za uključivanje Australije, Brazila, Indije i Južne Koreje, plus reinkorporaciju Rusije.
Boris Džonson je pozvao članice Australiju i Južnu Koreju na samit G7 u junu 2021. godine. Indija je takođe pozvana na samit 2021. kako bi „produbili stručnost i iskustvo za stolom“ zajedno sa ostalim gostima, navodi se u saopštenju vlade Ujedinjenog Kraljevstva.
Godine 2021. francuski pravnik i konsultant Erik Garner de Bevil, član Serkl Monteskua, predložio je članstvo Španije G7. Američki otpravnik poslova u Španiji Konrad Tribl izjavio je da Sjedinjene Države „s entuzijazmom podržavaju“ „veću“ ulogu španskog rukovodstva na međunarodnom nivou.
Nemačka je 2022. godine potvrdila da će pozvati Indiju, uprkos glasinama o suprotnom.

## Samiti
| Datum                           | Zemlja domaćin         | Predsedavajući domaćina | Mesto održavanja                                                                     |
| ------------------------------- | ---------------------- | ----------------------- | ------------------------------------------------------------------------------------ |
| 1975, 15. novembar—17. novembar | Francuska              | Žan-Pjer Furkad         | Šato Rambuje, Rambuje                                                                |
| 1976, 27. jun—28. jun           | Sjedinjene Države      | Rafael Hernandez Kolin  | Dorado Bič, San Huan, Portoriko                                                      |
| 1977, 7. maj—8. maj             | Ujedinjeno Kraljevstvo | Denis Hili              | Br. 10 Dauning strit, London                                                         |
| 1978, 16. jul—17. jul           | Zapadna Nemačka        | Hans Mathefer           | zvanična rezidencija Kancelara Savezne Republike Nemačke, Bon                        |
| 1983, 28. maj—30. maj           | SAD                    | Ronald Regan            | kolonijalni Vilijamsburg, Vilijamsburg, Virdžinija                                   |
| 1988, 19. jun—23. jun           | Kanada                 | Majkl Vilson            | Metro Toronto konvencioni centar, Toronto                                            |
| 1990, 9. jul—11. jul            | SAD                    | Džejms Bejker           | univerzitet Rajs i druge lokacije u okviru Muzejskog distrikta Hjuston, Teksas       |
| 1995, 15. jun—17. jun           | Kanada                 | Pol Martin              | Samit Plejs, Halifaks, Nova Škotska                                                  |
| 1996, 27. jun—29. jun           | Francuska              | Jean Arthuis            | Muzej savremene umetnosti, Lion                                                      |
| 2001.                           | Italija                | Vinčenco Visko          | Palermo                                                                              |
| 2010, februar                   | Kanada                 | Džim Flaherti           | Ikaluit, Nunavut 2010. — sastanak ministara finansija na Zakonodavnom skupu Nunavuta |